# تاکاکو شیرای
تاکاکو شیرای (انگلیسی: Takako Shirai) متولد ۱۸ ژوئیه ۱۹۵۲ در اوکایاما) یک بازیکن والیبال سابق اهل ژاپن، عضو تیم ملی ژاپن که مدال طلا المپیک را در سال ۱۹۷۶ برنده شده است.
در سال ۲۰۰۰، او عضو تالار مشاهیر والیبال در هولیوک ایالت ماساچوست شد.